# Manfred Hobsch
Manfred Hobsch (* 3. Juni 1951 in Berlin; † 17. April 2016 in Hönow) war ein deutscher Autor und Filmwissenschaftler.

## Leben
Nach dem Abitur absolvierte Hobsch eine Ausbildung zum Verlagskaufmann. 1977 war er Mitbegründer des Berliner Zitty-Verlags und bis 1998 Gesellschafter. Von 1977 bis 1987 arbeitete er als Filmredakteur, von 1988 bis 1996 war er Mitglied der Redaktionsleitung und ab 1997 stellvertretender Chefredakteur der Stadtzeitung Zitty.
Von 1981 bis 1996 betätigte er sich als Mitarbeiter im Auswahlgremium beim Kinderfilmfest der Internationalen Filmfestspiele Berlin. 1986 und 1987 leitete er das Kinderfilmfest. Von 1990 bis 1997 war er Mitherausgeber des Reiseführers Anders Reisen Berlin.
Hobsch veröffentlichte zahlreiche Artikel und Bücher zum Thema Film. Zu seinen bedeutendsten Werken zählt James Bond XXL, ein Lexikon über den fiktiven britischen Geheimagenten, bei dem er neben Danny Morgenstern als Co-Autor agierte.

## Werke
- Liebe, Tanz und 1000 Schlagerfilme. Ein illustriertes Lexikon – mit allen Kinohits des deutschen Schlagerfilms von 1930 bis heute. Schwarzkopf & Schwarzkopf Verlag, Berlin 1998, ISBN 3-89602-166-4.
- mit Ralf Krämer und Klaus Rathje: Filmszene D. Die 250 wichtigsten jungen deutschen Stars aus Kino und TV. Schwarzkopf & Schwarzkopf, Berlin 2004, ISBN 3-89602-511-2.